# June Diane Raphael
June Diane Raphael  (Rockville Centre, Nueva York; 4 de enero de 1980) es una actriz, humorista, escritora y productora estadounidense. Empezó en programas de comedia en televisión con Burning Love y en el canal Adult Swims con NTSF:SD:SUV:: y Grace and Frankie. Su notable trabajo cinematográfico incluye papeles secundarios en Year One y Unfinished Business, así como su película de 2013 para el Festival de Cine de Sundance, Ass Backwards  , la cual coescribió y protagonizó ella misma junto a Casey Wilson. También presentó el podcast para debatir sobre la película How Did This Get Made? junto con Jason Mantzoukas y su marido Paul Scheer.

## Primeros años
Raphel nació y se crio en Rockville Centre, Nueva York, hija de Diane y John Raphael,donde se graduó del instituto South Side en 1998. Es descendiente de irlandeses, y fue criada en el catolicismo. Tiene dos hermanas mayores que ella: Lauren y Deanna.
Raphael acudió a la Universidad de Nueva York (NYU), donde estudió actuación en la Tisch School of the Arts y en Stella Adler Studio of Acting de la NYU. Tras graduarse de la NYU en 2002, Raphael y su mejor amiga de la universidad, Casey Wilson, estudiaron comedia improvisada en la Upright Citizens Briagde Theater de Nueva York, donde consiguieron llevar a cabo su show de un sketch de dos mujeres por unos cuantos años. Llevar a cabo este espectáculo de larga duración les abrió las puertas como escritoras. Después de realizar este show en el "U.S. Comedy Arts Festival" en 2005, fueron contratadas por New Regency Pictures para escribir la película Guerra de novias y lograron un acuerdo con UPN para llevar a cabo un piloto para una comedia.

## Carrera
Raphael comenzó su carrera de comedia escribiendo y actuando con Upright Citizens Brigade Theatre (UCB) en Nuevo York y más tarde en Los Ángeles. Entre sus trabajos más conocidos en la UCB, se encuentra el show de larga duración en que realizaba un sketch Rode Hard and Put Away Wet, escrito y protagonizado junto a su pareja humorística y mejor amiga Casey Wilson; el show en escenario duró desde el 2003 hasta el 2006 en Nueva York y Los Ángeles y se convirtió en una selección oficial en la US Comedy Arts Festival en Aspen, Colorado, en 2005. Las dos mujeres, que se conocieron por primera vez en una clase durante su primer año en la NYU, llegaron a ganar el premio ECNY por "Mejor dúo cómico" en 2005. También actuaron como miembros en el UCB teatro de improvisacion en "Mr. and Mrs. All-Star", "Sentimental Lady", y "Hey, Uncle Gary!". La pareja de comedia Raphael y Wilson se han extendido a una activa carrera como escritoras en televisión y cine, juntas coescribieron su primer guion para la comedia Guerra de novias, en la cual también aparecieron como roles de apoyo, seguido de un acuerdo en 2005 con UPN para desarrollar un capítulo piloto de comedia de media hora y en 2007 trabajaron como escritoras y editoras en la versión americana de Creature Comforts en CBS. También continuaron contribuyendo a la creación de videos humorísticos para la página web Funny or Die.
Como actriz de cine y televisión, Raphael ha hecho apariciones como invitada en programas como Party Down, Happy Endings, Animal Practice, American dad!, Kroll Show, Funny or Die Presents, Big Lake, Drunk History, Flight for the Conchords y actualmente la podemos encontrar como Dr. Sadie en la serie New Girl de FOX. Ha aparecido en películas como Anchorman 2: The Leyend Continues, Girl Most Likely, Unfinished Business, Going the Distance, Zodiac, Bachelorette, Forgetting Sarah Marshall y Year One. En 2010, Raphael coprotagonizó como Barb en la serie de comedia de improvisación Players en Spike TV. También fue protagonista en las tres temporadas de la serie web Burning Love junto a Ken Marino y Michael Ian Black.

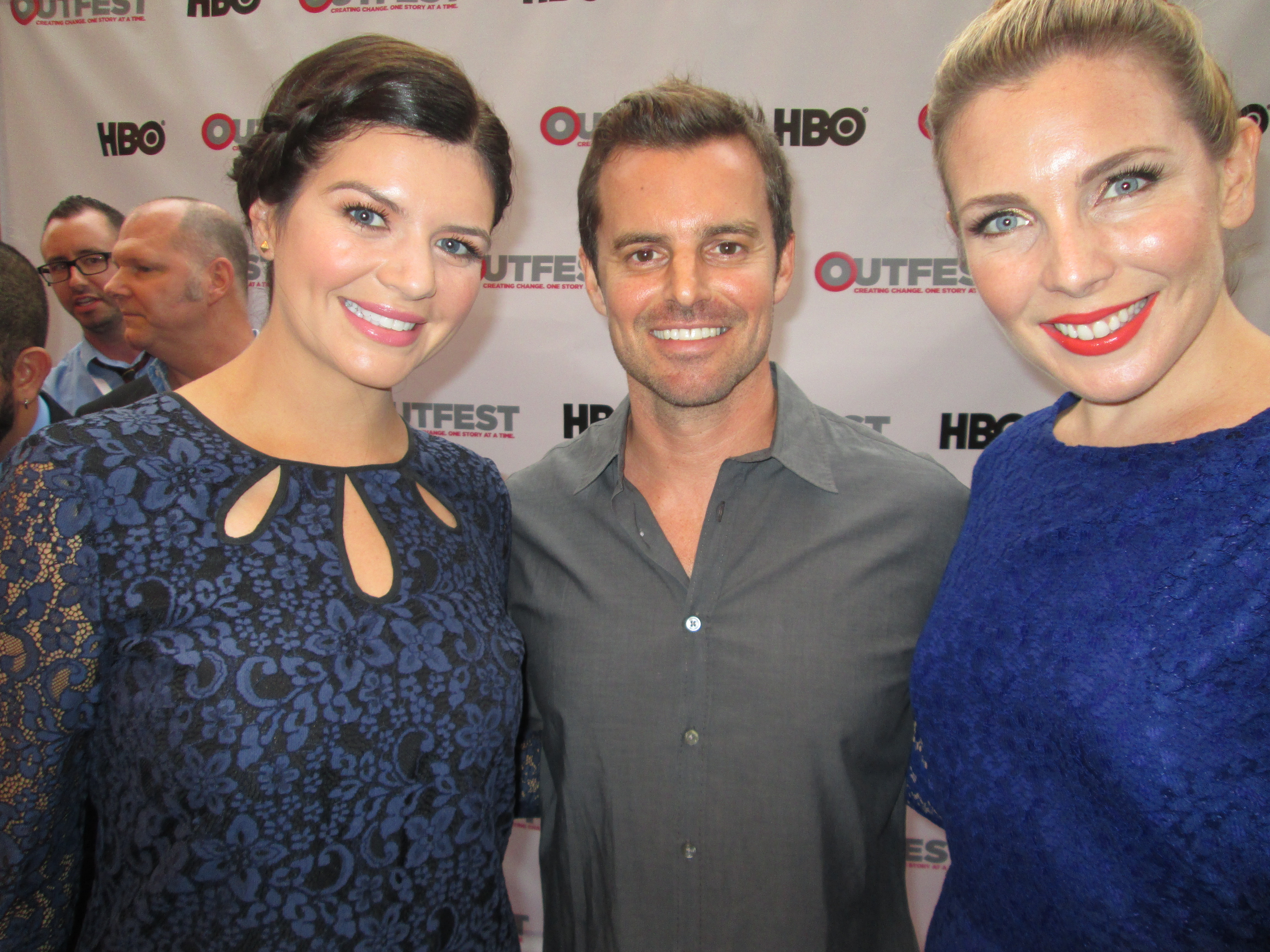
Raphael (derecha) y Casey Wilson (izquierda) con Chris Nelson, director de Ass Backwards, en el festival de cine Outfest 2013.

Raphael continúa colaborando junto a su compañera de escritura Casey Wilson en guiones para cine y televisión, han trabajado en numerosos guiones reescritos para películas de desarrollo, como proyectos con Anna Faris y América Ferrera. Como escritoras y a la vez intérpretes, Raphael y Wilson también crean material para ellas mismas. Lo más reciente que han escrito y protagonizado juntas en la comedia de mujeres Ass Backwars, donde también aparecen como coprotagonistas Alicia Silverstone, Jon Cryer, Vicent D´Onofrio, Paul Scheer y Bob Odenkirk. La película se estrenó en el Sundance Film Festival el 21 de enero de 2013. Raphael y Wilson están trabajando en una segunda película que protagonizarán juntas, producida por la compañía de Will Ferrer y Adam McKay: Gary Sanchez Productions.
En febrero de 2011, Raphael se unió al elenco giratorio de Off-Brodway en Love, Loss, and What I Wore (escrito por Nora Ephron y Delia Ephron) en el teatro Wetside en Manhattan. Raphael y Casey Wilson han creado su nuevo espectáculo de teatro cómico The Realest Real Housewives, donde actúan junto a Jessica St.CLair, Melissa Rauch, Danielle Schneider y Morgan Walsh. El espectáculo comenzó a funcionar mensualmente en el teatro Upright Citizens Brigade en 2011, en Los Ángeles. Raphael también ha participado en el libro de pequeñas historias (2010) "Worst Laid Plans", basado en un show de larga duración, en el que participó con periodicidad.
Raphael coprotagonizó en la serie de comedia de acción en Adult Swim, donde estuvo en las tres temporadas desde 2011 hasta 2013. Hace poco ha copresentado con su marido, Paul Scheer, el podcast de debate sobre la película How Did This Get Made? junto con el humorista Jason Mantzoukas. El podcast es una mesa redonde de depate donde Scheer, Raphael, Mantzoukas y otros invitados especiales "intentan dar sentido a la pelicula que no tiene ningún sentido".

## Vida personal
Raphael está casada con el actor y humorista Paul Scheer. Empezaron a salir en enero de 2004, después de conocerse la primera vez cuando el director artístico del Upright Citizens Bridgade Theatre en Manhattan llevó a Scheer a ofrecerle consejo a Raphael y a su compañera de comedia Casey Wilson para hacer mejoras en su espectáculo del sketch de dos chicas en la UCB. Se trasladaron de Nueva York a Los Ángeles en 2005. En octubre de 2009, se casaron en el Museo Natural de Historia de Santa Bárbara. Tienen dos hijos, Gus (nació en 2014) y Sam (nació en 2016).
Raphael y el comediante Kulap Vilysack son los fundadores y directores de la Upright Citizens Brigade Theatre (UCB) associados a la comunidad "UCB Corps", una asociación de caridad voluntaria. Raphael y Vilaysack organizan eventos de caridad y proyectos para ayudar a mejorar la comunidad, con la ayuda de voluntarios y otros intérpretes de la UCB "que quieren hacer nuestro mundo mejor".

## Filmografía

### Película
| Año  | Título                            | Papel                      | Notas                                     |
| ---- | --------------------------------- | -------------------------- | ----------------------------------------- |
| 2006 | El fin de semana de la boda       | Tammy de Ted               |                                           |
| 2006 | La cafeína: una historia de amor  | June                       | Cortometraje                              |
| 2007 | Zodíaco                           | Señora. Toschi             |                                           |
| 2008 | Olvidando a Sarah Marshall        | Ann en el bar              |                                           |
| 2009 | Guerra de novias                  | Amanda                     | También guionista                         |
| 2009 | Año uno                           | Maya                       |                                           |
| 2010 | La tierra seca                    | Susie                      |                                           |
| 2010 | Suicidio llorado                  | Jessica                    | Cortometraje                              |
| 2010 | Atravesando la distancia          | Karen                      |                                           |
| 2010 | Debilidad                         | Elisabet                   |                                           |
| 2012 | Bachelorette                      | Cool Stripper              |                                           |
| 2012 | Chica más probable                | Dara                       |                                           |
| 2013 | Culo al revés                     | Kate Fenner                | También guionista y productora ejecutiva. |
| 2013 | Anchorman 2: The Legend Continues | El jefe de chani           |                                           |
| 2015 | Negocios inconclusos              | Susan Truckman             |                                           |
| 2015 | Mala noche                        | Sra. Goldstein             |                                           |
| 2017 | Dia de la novia                   | Karen Lamb                 |                                           |
| 2017 | El artista del desastre           | Robyn Paris                |                                           |
| 2018 | Bloqueadores                      | Brenda                     |                                           |
| 2019 | Long Shot                         | Margaret "Maggie" Millikin |                                           |

Televisión
| Año        | Título                                              | Función                        | Notas                                                                           |
| ---------- | --------------------------------------------------- | ------------------------------ | ------------------------------------------------------------------------------- |
| 2002       | Ed                                                  | Estudiantil                    | Episodio: "Camino de Memoria"                                                   |
| 2007       | Derek y Simon: El Espectáculo                       | Junio                          | Episodio: "me Encantas"                                                         |
| 2007       | Vuelo del Conchords                                 | Felicia                        | Episodio: "Novias"                                                              |
| 2007       | El Espectáculo Muy Gracioso                         | Miembro de reparto             | La serie regular                                                                |
| 2007@–2008 | Gigante humano                                      | Varios                         | 4 episodios                                                                     |
| 2009       | En la Maternidad                                    | Liz                            | Episodio: " Toma un Idiota de Pueblo"                                           |
| 2010       | Partido Abajo                                       | Danielle Lugozshe              | 2 episodios                                                                     |
| 2010       | Jugadores                                           | Barb Tolan                     | La serie regular; 10 episodios                                                  |
| 2010       | Lago grande                                         | Señorita Hauser                | Episodio: "Fad Dieta"                                                           |
| 2010@–2011 | Gracioso o Presentes de Dado                        | Varios Caracteres              | 5 episodios                                                                     |
| 2011       | Finales felices                                     | Melinda Shershow               | Episodio: "El Shershow Redención"                                               |
| 2011       | Agentes libres                                      | Julie                          | Episodio: "Sexin' la Pasa"                                                      |
| 2011@–2013 | NTSF:SD:SUV::                                       | Piper Ferguson                 | La serie regular; 35 episodios                                                  |
| 2011@–2018 | Papá americano!                                     | Suze, varias voces             | 9 episodios                                                                     |
| 2012       | Práctica animal                                     | Dr. Jill Leiter                | 3 episodios                                                                     |
| 2012@–2013 | Amor en llamas                                      | Julie Gristlewhite             | La serie regular; 34 episodios                                                  |
| 2012@–2013 | Whitney                                             | Chloe                          | 2 episodios                                                                     |
| 2012@–2018 | Chica nueva                                         | Sadie                          | Estación 1-3, 6, 7 (recurring; 8 episodios)                                     |
| 2013       | Historia bebida                                     | Isabella Stewart Gardner       | Episodio: "Boston"                                                              |
| 2013       | Kroll Espectáculo                                   | Dina Bludd                     | Episodio: "Remojado en Éxito"                                                   |
| 2013       | Interior Amy Schumer                                | Mandy                          | Episodio: "Estrépito de Pandilla"                                               |
| 2013       | Parques y Recreación                                | Tynnyfer                       | Episodio: "Doppelgängers"                                                       |
| 2014       | El Acontecimiento más Grande en Historia Televisiva | Emily Scott                    | Episodio: "Bosom Buddies"                                                       |
| 2014       | El Mason Gemelos                                    | Pender Mason                   | Estrella, creadora, productora ejecutiva, NBC sitcom piloto                     |
| 2014       | BoJack Horseman                                     | Varias voces                   | Episodio: "Más tarde"                                                           |
| 2014       | Los Chicos de Cumpleaños                            | Barbara o Bárbara O haughnessy | Episodio: "las mujeres tienen gracia"                                           |
| 2014@–2015 | La Liga                                             | Pam                            | 2 episodios                                                                     |
| 2015       | Me caso                                             | Molly                          | Episodio: "Me Sorprendo"                                                        |
| 2015       | El Hotwives de Las Vega                             | Jandice                        | Episodio: "Amigos Viejos, Enemigos Nuevos"                                      |
| 2015@–2022 | Grace y Frankie                                     | Brianna Hanson                 | La serie regular; 57 episodios                                                  |
| 2016       | Los Muppets                                         | Lucy Royce                     | 2 episodios                                                                     |
| 2016       | Dinamita de señora                                  | Karen Grisham                  | 3 episodios                                                                     |
| 2016       | Otro Periodo                                        | Eleanor Roosevelt              | Episodio: "Roosevelt"                                                           |
| 2016       | El Asombroso Gayl Pila                              | Mindy Walker-Fantino           | Episodio #3.1                                                                   |
| 2017       | Veep                                                | Helen Wright                   | Episodio: "Biblioteca"                                                          |
| 2017       | Bajillion Dólar Propertie$                          | Sabra                          | Episodio: "El Wheelbarrows"                                                     |
| 2017       | Jugando Casa                                        | Vanessa                        | Episodio: "Ninguno de Vuestro Negocio"                                          |
| 2017       | Curb Vuestro Entusiasmo                             | Bebe                           | Episodio: "El Texto Accidental A propósito"                                     |
| 2017@–2018 | Boca grande                                         | Devin (voz)                    | 9 episodios                                                                     |
| 2018       | Poco Grande Awesome                                 | Sheena (Voz)                   | Episodio: "Ningún Disco de Echar Cumpleaños/Feliz Rezagado, Aquí es una Cabra!" |
| 2019       | Fresco De La Barca                                  | Gurú Sheela                    | Episodio: "Justo El Dos De Nosotros"                                            |
| 2019       | Partiendo Arriba de Junto                           | Tamryn Thomas Vandeloo         | Episodio: "Primera Entrevista de Trabajo de Baby"                               |